# Mont Brouilly
Le mont Brouilly est un sommet arrondi du Beaujolais situé dans le département du Rhône. Il est coiffé d'une chapelle et son versant méridional est couvert de vignobles.

## Étymologie
Brouilly viendrait du nom d'un lieutenant de l'armée romaine nommé Brulius, officier de César[réf. nécessaire], qui s'était installé dans la région.

## Géographie

### Situation
La montagne est située en Beaujolais. Son sommet est partagé entre le territoire des communes d'Odenas et de Saint-Lager, dans le département du Rhône. Le panorama s'ouvre sur la vallée de la Saône, la Bresse et la Dombes.

### Géologie
Le mont Brouilly est un sommet arrondi détaché des chaînons voisins. Sa pierre bleue, très dure, est formée de cristaux de basalte, de silicate de fer et de magnésium.

## Histoire

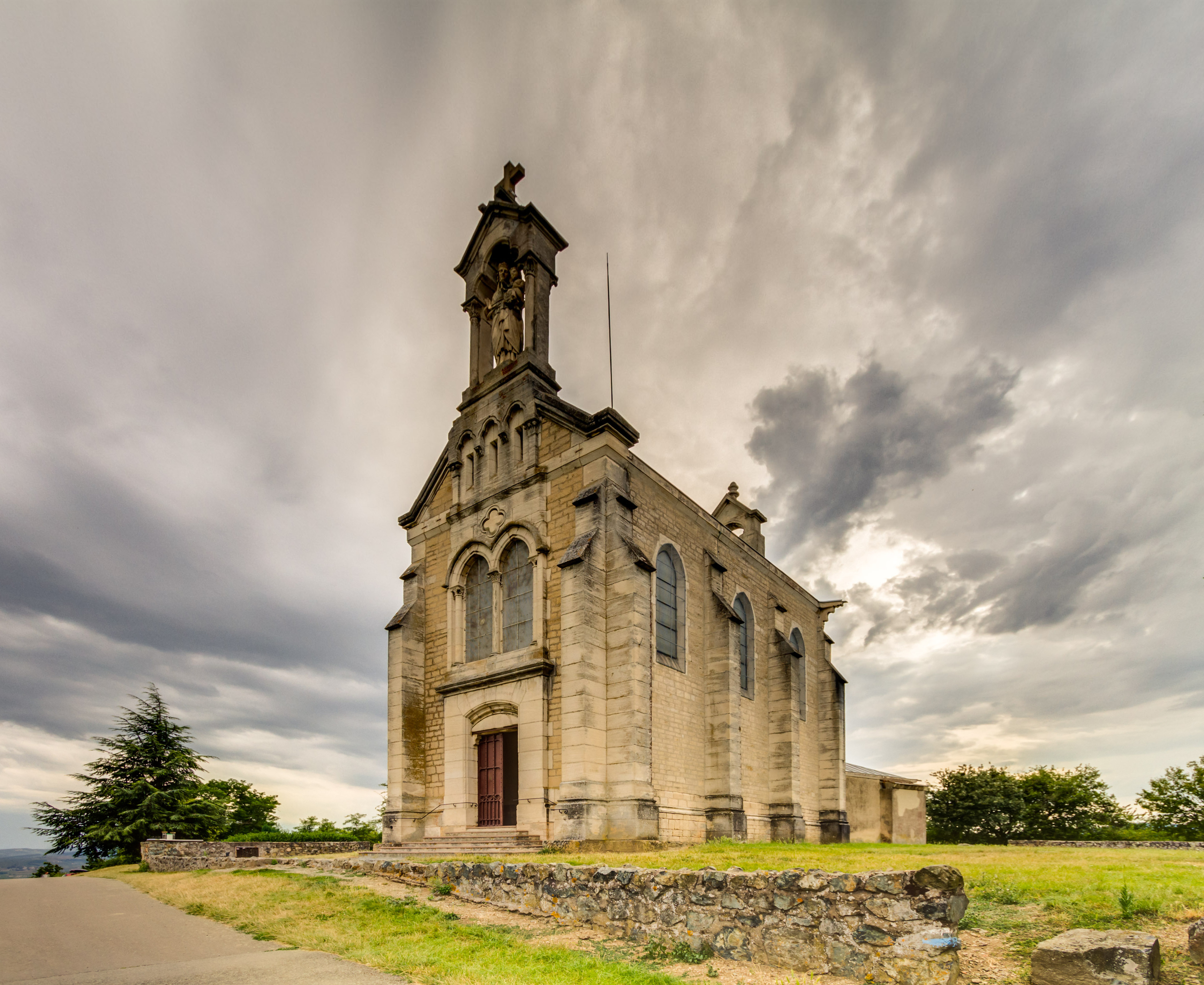
La chapelle Notre-Dame-aux-Raisins.

Le mont est coiffé de la chapelle Notre-Dame aux Raisins qui fait l'objet d'un pèlerinage annuel, le 8 septembre. Elle fut construite pour protéger le vignoble après les grêles, les gelées et l'oïdium qui l'avaient ravagé entre 1850 et 1852. La première pierre fut posée en 1854 et l'inauguration eut lieu en 1857. L'autel présente l'inscription « À Marie contre l’oïdium » tandis que sur la façade est inscrit « À Marie protectrice du Beaujolais ».

## Activités

### Viticulture
Le mont doit sa célébrité moins à son altitude modeste (484 mètres) qu'aux vignes prestigieuses qui couvrent ses pentes depuis l'époque romaine. Il se dresse dans la partie la plus méridionale des monts du Beaujolais, au centre des vignobles de la côte-de-brouilly (sur ses flancs) et de Brouilly (à son pied).

### Manifestation sportive
La descente du mont Brouilly en VTT, épreuve technique de 1,6 km, fait partie des classiques de la discipline.
Le mont Brouilly est régulièrement fréquenté sur le parcours cycliste de Paris-Nice : d'abord en cours d'étape sur Paris-Nice 2014, puis comme arrivée, initialement prévue lors du Paris-Nice 2016, mais annulée en raison d'importantes chutes de neige et de routes rendues glissantes, puis reprogrammée l'année suivante sur Paris-Nice 2017, sous forme de contre-la-montre remporté par Julian Alaphilippe. Une double ascension du mont Brouilly est organisée au cours de la 4e étape du Paris-Nice 2021. Une nouvelle arrivée au sommet a été organisée lors de la 4e étape de Paris-Nice 2024, gagnée par Santiago Buitrago devant son compagnon d'échappée Luke Plapp, le coureur australien endossant pour sa part le maillot jaune.

## Littérature
Le mont Brouilly est l'un des lieux les plus importants du livre Les Deux Étendards, de Lucien Rebatet.